# Dissalazione
La dissalazione è il processo di rimozione della frazione salina da acque contenenti sale, in genere da acque marine, allo scopo di ottenere acqua a basso contenuto salino; l'acqua è poi impiegata spesso per uso alimentare, ma anche per uso industriale, come acqua di raffreddamento.
L'apparecchiatura impiegata è chiamata dissalatore. Viene anche impropriamente chiamato distillatore d'acqua, forse perché in tempi passati tutti i dissalatori erano di tipo evaporativo e, quindi, a profani ricordavano le colonne di distillazione; in realtà, il tipo di separazione non è, e non è mai stato, una forma di distillazione.
L'acqua potabile non deve essere priva di sali: sia per questioni sanitarie sia perché l'apporto di certi sali è consigliato (questa è però una pratica svolta in genere a valle del dissalatore stesso, per consentire l'aggiunta dei sali corretti) e perché un'acqua completamente deionizzata sarebbe del tutto insapore, non gradevole al palato. Si lascia quindi una piccola quantità di trascinamenti salini nell'acqua trattata, dell'ordine dei 25-50 mg/l.

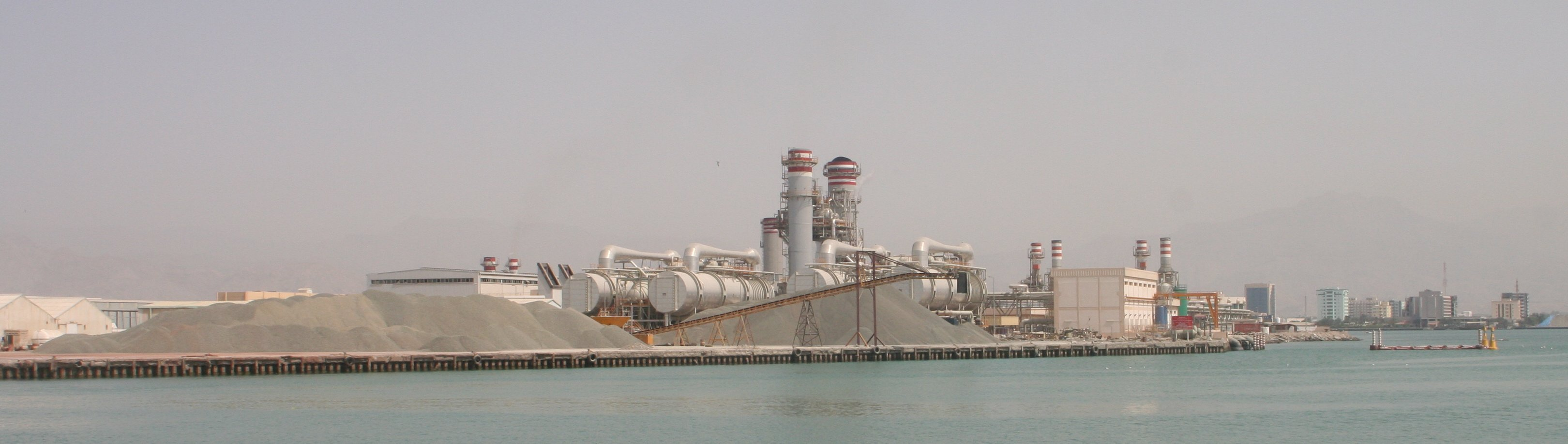
Impianto di dissalazione negli Emirati Arabi Uniti.

## Tipi di dissalatore
Le tecniche di dissalazione fanno capo a tre tipologie di impianto:
- dissalazione evaporativa,
- dissalazione per permeazione,
- dissalazione per scambio ionico.

### Dissalatori evaporativi
La dissalazione evaporativa viene ottenuta mediante evaporazione dell'acqua, che viene recuperata per condensazione, e si ottiene di solito un rigetto a salinità più alta dell'acqua salmastra di alimentazione. In qualche caso, la parte solida (essenzialmente cloruro di sodio) viene recuperata in forma cristallina, dopo evaporazione totale della parte liquida.
In genere, il tipo evaporativo viene impiegato per grandi produzioni di acqua dissalata, dell'ordine dei 100 000 m3/h e di qualità potabile o ad essa comparabile.
Necessitano di una sorgente di calore in quanto devono trasformare l'energia ricevuta in calore latente di vaporizzazione. Operano a temperature relativamente elevate (tra i 40 e i 200 °C) ed hanno quindi necessità, almeno in alcune parti, di essere costruiti in materiali speciali, come acciai austeno-ferritici, leghe Cu-Ni, o leghe di titanio, a causa della corrosione alcalina dovuta al cloruro di sodio.
Sono essenzialmente di tre tipi:
- a multiplo effetto,
- multiflash,
- a ricompressione.

#### Dissalatori a multiplo effetto

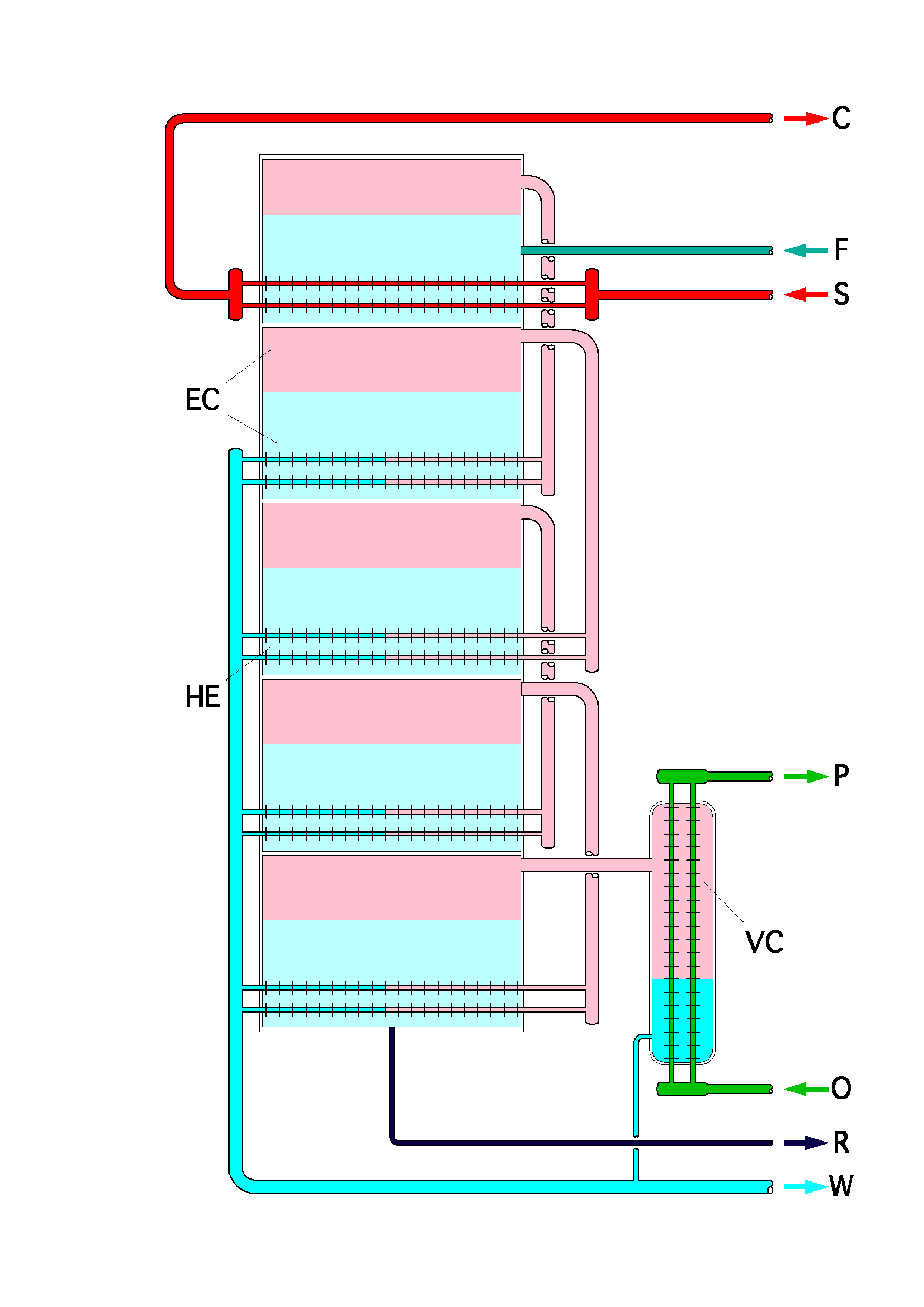
Dissalatore a multiplo effetto

Vi è una alimentazione di fluido termico S (quasi sempre vapore d'acqua), che cede il proprio calore e viene recuperato come (nel caso del vapore) condensa C. Il calore viene ceduto all'acqua di alimento (F) nella prima camera di evaporazione EC mediante uno scambiatore HE. La frazione acquosa evapora, ed i vapori passano allo scambiatore HE della camera EC successiva (figura); i vapori della prima camera vengono condensati nello scambiatore della seconda, mentre la condensa costituisce (parte) dell'acqua dissalata W. Il processo viene ripetuto 5 volte (figura). I vapori separati nell'ultima camera EC vengono condensati in uno scambiatore VC, solitamente raffreddato con acqua marina; questa condensa si aggiunge all'acqua trattata. Il liquido contenuto nell'ultima camera EC, ormai troppo salino per essere utilmente trattato, costituisce il rigetto R.
Il numero di effetti è normalmente molto più alto dei 5 rappresentati in figura 1. Nei grandi impianti è abbastanza comune il raggiungimento di 15 effetti.

#### Dissalatori multiflash

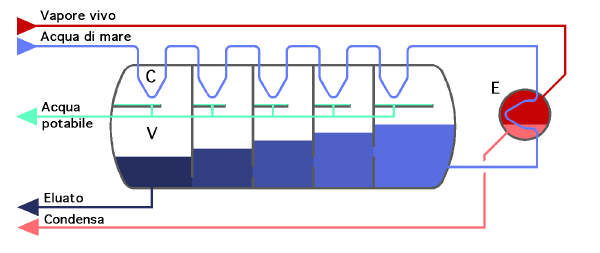
Dissalatore multiflash

Il riscaldamento avviene in un'unica soluzione nello scambiatore E fuori dall'evaporatore vero e proprio e interessa l'acqua grezza che alimenta l'impianto. Un ulteriore recupero di calore avviene nei condensatori C, disposti uno per ogni sezione evaporante V (la successione tra scambiatore e condensatori può essere invertita). Ogni camera V è tenuta ad una definita pressione di lavoro, decrescente con la temperatura dell'acqua grezza. Si ottiene così in ogni camera l'evaporazione dell'acqua, ed il condensato viene raccolto come acqua trattata. Il rigetto è costituito da acqua di mare ad alta concentrazione salina (5% o più). Qui non si parla di effetti ma di stadi. Il numero di stadi possibili è anche qui più alto dei 5 rappresentati. È anche possibile usare un numero più alto di quanto si fa nei multipli effetti e si può a volte raggiungere il numero di 20 stadi.

#### Dissalatori a ricompressione

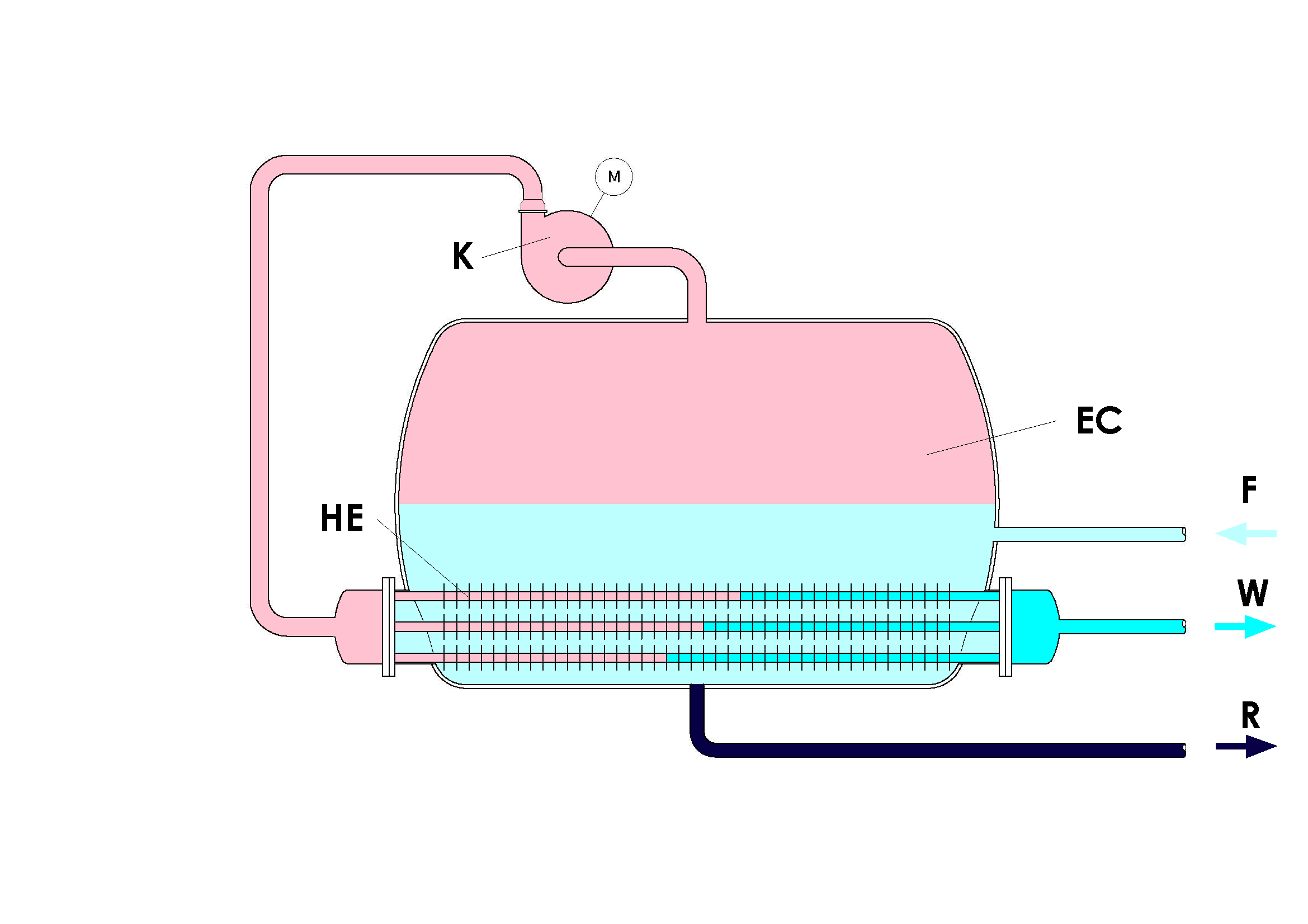
Dissalatore a ricompressione

I vapori separati nella camera di evaporazione EC sono portati a pressione più alta mediante il compressore K, azionato dal motore M (solitamente elettrico, ma può essere ad esempio una turbina). Grazie all'aumento di pressione, si alza la temperatura di condensazione dei vapori che quindi possono condensare nello scambiatore HE. Esistono dissalatori di questo tipo a doppio ed anche a triplo effetto, in cui il vapore dell'ultimo effetto, dopo compressione, viene inviato al primo raddoppiando (o triplicando) la resa in acqua trattata.

### Dissalatori a permeazione
La dissalazione per permeazione viene ottenuta mediante separazione su membrane semipermeabili. È un tipo di dissalazione indiretta, nonché la più utilizzata e sviluppata, specialmente nei paesi con scarse risorse di acqua dolce provenienti da ghiacci, fiumi e laghi ma con tanta abbondanza di acqua salata per la vicinanza al mare, per esempio in Spagna il 56% dell'acqua dolce viene trattato da impianto dissalatori ad osmosi inversa. L'impianto più grande al mondo si trova a Dubai e tratta una quantità di acqua di circa 630,000 m3 al giorno.
Il principio di funzionamento è il seguente:
- L'acqua salata viene prelevata dal mare ed è aspirata da pompe che permettono la raccolta della stessa che viene poi portata alla centrale tramite condotte. Le pompe possono essere alimentate da combustibili fossili come diesel oppure da energia elettrica generata da fonte rinnovabili come pannelli solari e turbine a vento.
- L'acqua passa prima attraverso delle macro-grate dove le impurità di dimensioni più grandi sono bloccate.
- Successivamente l'acqua attraversa le prime tre membrane che consistono in un pretrattamento. La prima membrana microfiltra l'acqua ed i pori della stessa hanno dimensioni inferiori a 10 µm. Questo passaggio è in grado di bloccare il passaggio della sabbia. La prossima membrana è una membrana ultrafiltrante che non permette il passaggio dei batteri. L'ultima membrana è una membrana nanofiltrante che ostacola e blocca in essa i solfati.
- A questo punto l'acqua entra nel vero step in cui viene dissalata. L'acqua è pompata a pressioni comprese tra i 55 e i 70 bar (pressione che deve essere maggiore della pressione osmotica) attraverso una membrana i cui pori hanno dimensioni dell'ordine dei 0,1 nm e che di conseguenza permette il solo passaggio delle molecole di acqua ma non dei sali. La membrana utilizzata in questo trattamento è semipermeabile ed opera il cross-flow. La membrana e composta da tre strati di spessore diverso di polisolfato e poliestere. L'acqua residua non dissalata è chiamata salamoia. Quest'ultima rappresenta uno dei problemi di questa tecnologia in quanto non può essere direttamente pompata in mare come scarico poiché disturberebbe la biodiversità marina della zona. L'altro grande problema è il costo delle membrane usate nella osmosi inversa, che richiedono materiali e lavorazioni costose. Inoltre le membrane con il passare del tempo si deteriorano, processo dovuto principalmente alle alte pressioni. Si sottolinea che la potenza necessaria per svolgere il processo dipende dalla salinità dell'acqua, più è salata e maggiore è l'energia necessaria per completare il processo di osmosi inversa.

Le caratteristiche dell'acqua e del rigetto sono simili alla tipologia precedente; non è però possibile raggiungere il recupero totale della parte acquosa in quanto le membrane per osmosi inversa non consentono il trattamento di fasi solide, se non prevedendo una sezione evaporativa. Un caso particolare è la dissalazione per elettrodialisi.
L'elettrodialisi è una tecnologia relativamente nuova, meno sviluppata della precedente osmosi inversa, ma presenta un’importante limitazione che consiste nel poter trattare solo acque salmastre, ovvero con basse percentuali di salinità. Il metodo di funzionamento è il seguente: l'acqua salmastra contenente i sali disciolti, in ioni positivi (cationi) e ioni negativi (anioni), passa attraverso due elettrodi con cariche opposte e alimentati a corrente continua, di conseguenza gli ioni si muovono all'interno dell'acqua e si spostano ai rispettivi elettrodi. Il vantaggio di lavorare con acqua salmastra è che il processo è svolto a pressioni inferiori di quelle della osmosi inversa e di conseguenza le membrane vengono sottoposte a stress minori che ne comportano una vita maggiore.
Il tipo ad osmosi inversa viene impiegato per produzioni da piccole a grandi per ordini di grandezza da 1 a 10.000 m3/h e per qualità simile alla dissalazione evaporativa. I dissalatori a osmosi inversa di ultima generazione consumano 2,8 kW per metro cubo d'acqua prodotto, rispetto ai 20 kW per metro cubo necessari negli anni '70-'80, quando si utilizzava la tecnologia della compressione del vapore.

### Dissalazione per scambio ionico
La dissalazione per scambio ionico viene ottenuta mediante rimozione degli ioni Na+ e Cl- su resine rispettivamente in ciclo H+ ed OH- (questo vale per tutti gli ioni presenti). Si ottiene in singolo passaggio un'acqua fortemente dissalata; il rigetto è in questo caso costituito dai residui della rigenerazione delle resine.
Il tipo a scambio ionico viene impiegato per piccole e piccolissime portate, dell'ordine di 1 m3/h massimo, o per ottenere purezze molto elevate dell'acqua prodotta. Considerate tali caratteristiche, questa tecnologia è adottata soprattutto per le utenze domestiche, oppure su imbarcazioni di piccola dimensione o per dissalazioni portatili di emergenza. Un'innovazione nella tecnologia di dissalazione è stata registrata negli Stati Uniti dall'azienda italiana Schenker.
Il brevetto statunitense descrive un sistema di recupero dell'energia, che consente di attivare il processo di osmosi inversa e di ottenere un risparmio energetico di circa l'80%. Tale innovazione, infatti, permette di non attivare pompe ad alta pressione nemmeno per la desalinizzazione dell'acqua di mare, consentendo quindi di ridurre notevolmente il consumo di energia elettrica. La tecnologia è disponibile per portate fino a 500 litri/h di acqua dolce prodotta.

### Impianti combinati
Gli impianti possono essere combinati; è una tendenza attuale installare in serie un impianto a osmosi inversa, relativamente semplice, seguito da uno evaporativo, con lo scopo di recuperare acqua addizionale; una parte dell'acqua prodotta potrebbe essere ulteriormente depurata mediante demineralizzazione a scambio ionico, ad esempio per poterla utilizzare per alimentare una caldaia.

## Diffusione

### Spagna
In Spagna, al 2023 sono attivi 765 impianti di desalinizzazione che ogni giorno generano 5 milioni di metri cubi di acqua, di cui 99 producono dai 10.000 ai 250.000 m3 al giorno.

### Italia
Al 2023 il più grande dissalatore funzionante in Italia è quello della raffineria Sarlux di Saras, a Sarroch, in Sardegna, ed ha una capacità di 12 mila metri cubi di acqua.